# 萨克森马

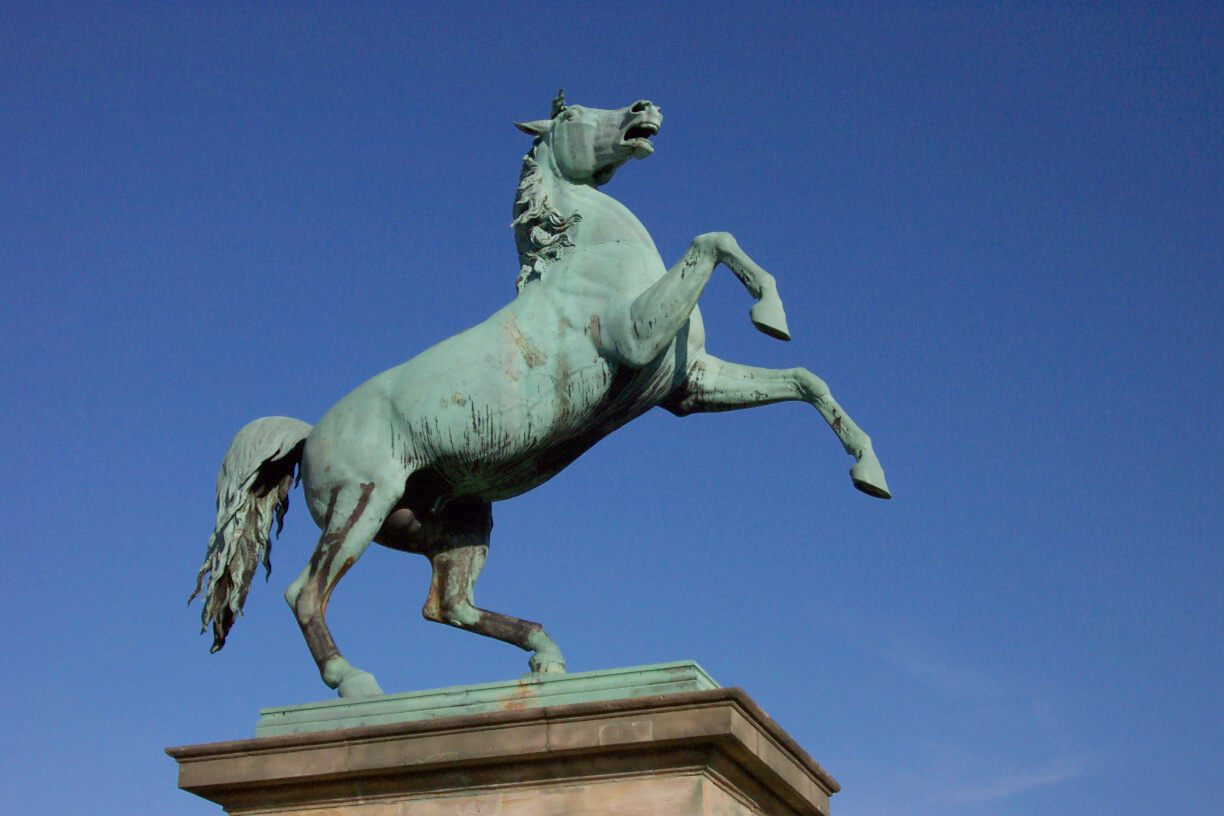
汉诺威大学内的骏马雕塑

汉诺威王国国旗

萨克森马（德语：Sachsenross、Niedersachsenross、Welfenross、Westfalenpferd；荷兰语：Twentse Ros / Saksische ros/paard；低撒克逊语：Witte Peerd）是一种纹章图案，使用于德国下萨克森和威斯特法伦以及荷兰的特温特兰。
這匹作为与萨克森相关纹章形象的马首次出现於14世纪后期，当时被描述为“古老的萨克森”。根据1492年的首次记录，8世纪時萨克森统治者维杜金德展示了一匹黑马作为他的标志。 
历史学家詹姆斯劳埃德认为，“萨克森马的主题是在14世纪发明的……作为萨克森人的人造古代符号，源自戈贝林斯对不列顛傳說亨吉斯特（Hengist）和霍萨（Horsa）的描述。
马的图案被韦尔夫家族采用，其最初的象征是红地上的金色狮子；它也被用于威斯特伐利亚的几个省份（因此它也被称为 Westfalenross，意为“威斯特伐利亚骏马”，或 Welfenross，意为“韦尔夫骏马”）。此后，它成为汉诺威王国（自 1866 年起成为普鲁士汉诺威省）、普鲁士威斯特伐利亚省和自1922年以来不伦瑞克自由州的纹章动物。这一传统在德国的两个现代联邦州得以延续：下萨克森州和北莱茵-威斯特法伦州。